# Австралійський паркан для захисту від кроликів

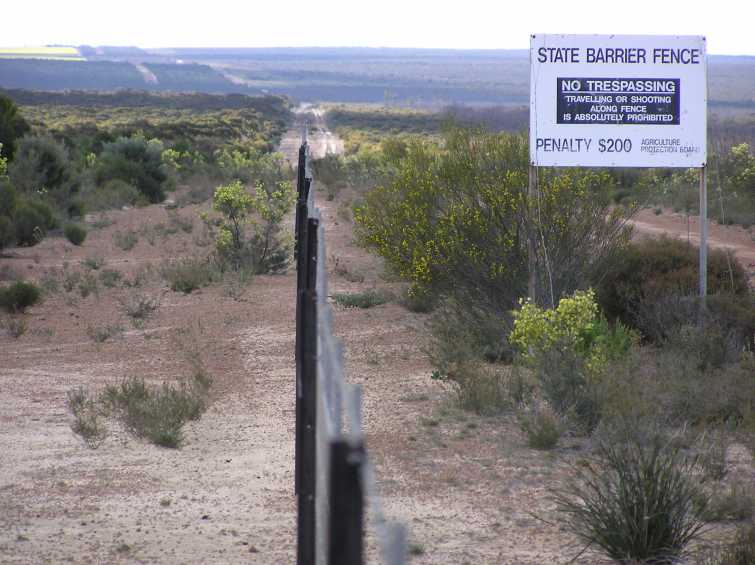
Австралійський паркан в 2005 році

«Австралійський паркан для захисту від кроликів»я також «Державний бар’єрний паркан Західної Австралії» — це паркан-бар'єр довжиною 1833 кілометрів з дерева, металу та дроту для захисту від шкідників, побудований між 1901 і 1907 роками для запобігання нашестя кроликів та інших сільськогосподарських шкідників наприкінці XIX століття південні райони Австралії. схід, поза межами пасовищних територій Західної Австралії.
У Західній Австралії є три огорожі: первісна огорожа № 1 перетинає штат з півночі на південь, огорожа № 2 є меншою і далі на захід, а огорожа № 3 ще менша і проходить зі сходу на захід. Паркани будували шість років. Коли будівництво було завершено, огорожа від кроликів (включно з усіма трьома огорожами) простягнулася на 3256 км. Вартість будівництва кожного кілометра огорожі на той час становила близько 250 доларів (еквівалент 42 000 доларів у 2022 році).
Був завершений 1907 в році, і мав довжину 1833 км та був найдовшим незруйнованим парканом у світі.

## Історія

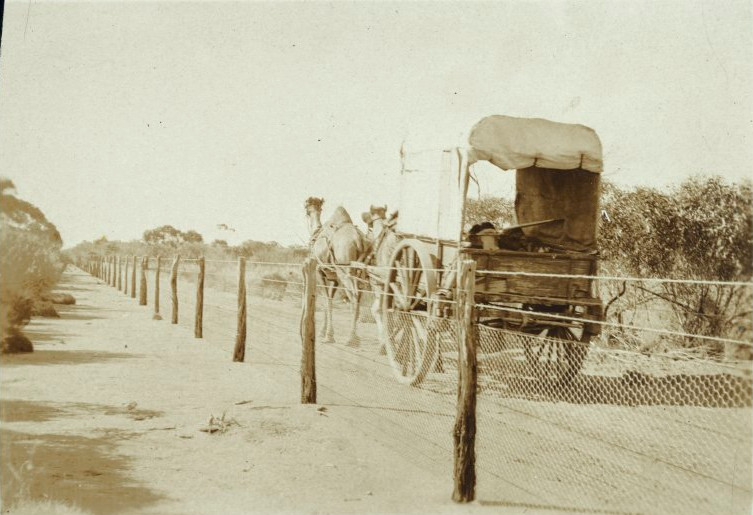
Команда прикордонних вершників на 160-кілометровій ділянці паркану №1 у Західній Австралії в 1926 році

Кролики були завезені до Австралії першим флотом у 1788 році. Вони стали проблемою з жовтня 1859 року, коли Томас Остін випустив 24 диких кроликів з Англії для полювання, вважаючи, що «поява кількох кроликів не зможе завдати великої шкоди але створить домашній відтінок, та місця для полювання».
За відсутності місцевих хижаків кролики стали надзвичайно плідними та швидко поширилися по південній частині країни. В Австралії були ідеальні умови для вибуху популяції кролів, які були інвазивними видами.
До 1887 року втрати сільського господарства від пошкодження кроликів змусили уряд Нового Південного Уельсу запропонувати винагороду у розмірі 25 000 фунтів стерлінгів (еквівалентно 3 900 000 доларів у 2022 році) за «будь-який успішний метод ефективного знищення кроликів, який раніше не був відомий у колонії». У 1901 році була проведена Королівська комісія для розслідування ситуації. Яка вирішили побудувати огорожу для захисту від шкідників.

## Будівництво

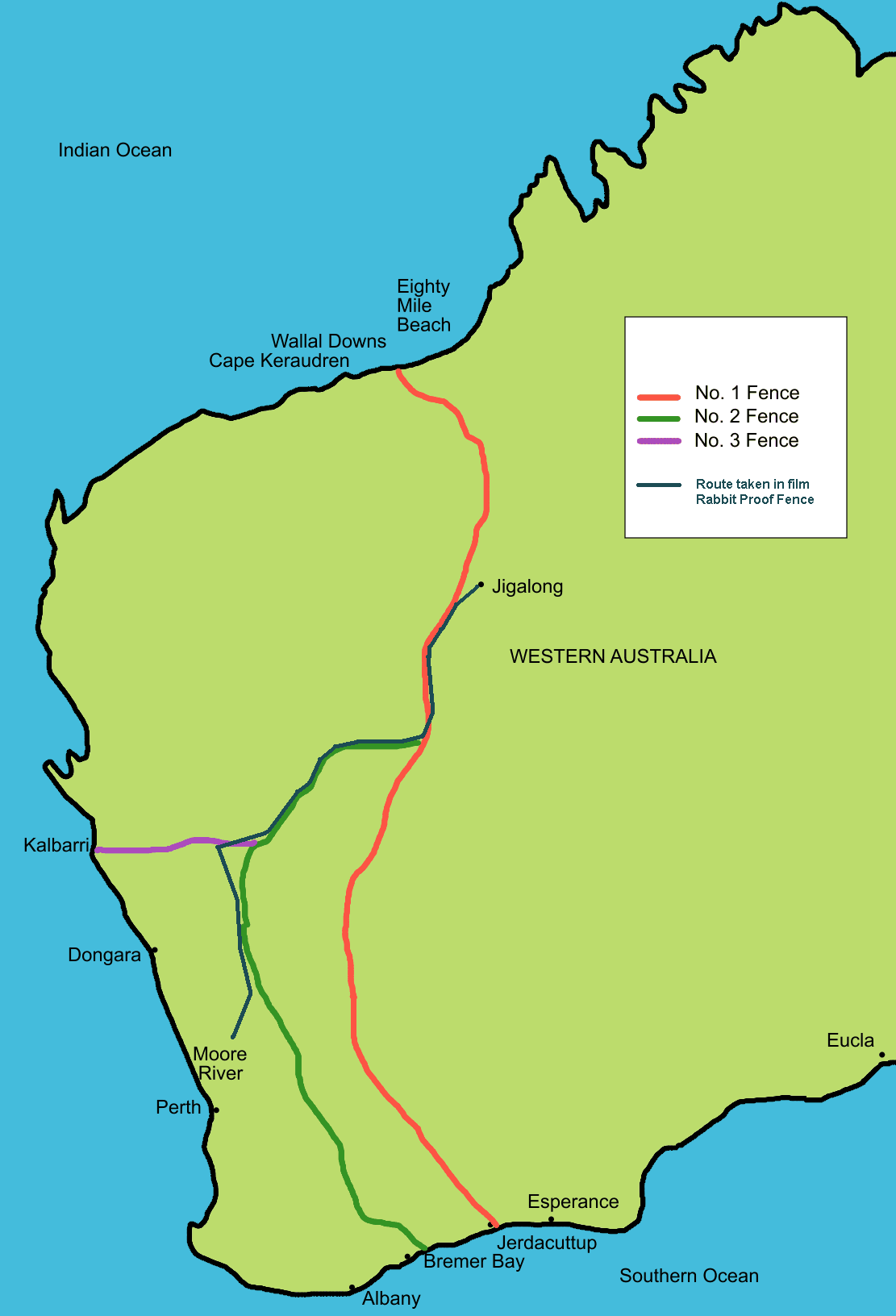
Мапа оригінальних парканів для захисту від кроликів у Західній Австралії.

Стовпи огорожі розміщені на відстані 3,7 м один від одного і мають мінімальний діаметр 100 мм. Спочатку було натягнуто три колючих дроти діаметром 12+1⁄2, на висоті 102 мм, 0,5 м і 0,9 м над землею, і доданим пізніше на висоті 1,02 м і простого дроту на 1,1 м, щоб паркан також зробити бар’єром проти дінго та лисиць. До дроту було прикріплено дротяну сітку, яка була занурена на 150 мм під землю.
Огорожа була побудована з різних матеріалів відповідно до місцевого клімату та наявності деревини. Спочатку стовпи для огорож робили з евкаліпта сальмонофлоя та гімлету, але вони приваблювали термітів, і їх довелося замінити. Одним із найкращих видів деревини, використовуваної для огорожі був евкаліпт білий, широко відомий як біла камедь. Іншими видами деревини були мулга, воджил, місцева сосна та калітріс, залежно від того, що можна було знайти поблизу місця, де планувалося побудувати огорожу. Там, де не було деревини, використовували залізні стовпи. Більшість матеріалів доводилося перевозити за сотні кілометрів від залізничних станцій і портів упряжками биків, мулів і верблюдів.

## Обслуговування
Після того як паркан було завершено, обслуговування огорожі взяв на себе Олександр Кроуфорд. Він керував ним аж до виходу на пенсію в 1922 році. Територія всередині огорожі на заході стала відомою як «Загон Кроуфорда». Огорожа спочатку утримувалася прикордонними вершниками на велосипедах, а пізніше верхи на верблюдах. Однак перевірити огорожу було важко з верхівки високої тварини. У 1910 році був куплений автомобіль для огляду, але на ньому часто пробивались колеса. Згодом з’ясувалося, що найкращим способом огляду огорожі були дошкові коляски, запряжені двома верблюдами.
Верблюдів також використовували як в'ючних тварин, особливо на півночі. На сході верблюди використовувалися, щоб тягнути візки з припасами для вершників. Для цього ідеально підходили верблюди, які могли тривалий час обходитися без води. Вони вважалися критично важливими для будівництва та обслуговування огорожі.
Кроуфорд керував чотирма підінспекторами, кожен з яких відповідав за близько 800 км паркану, і 25 прикордонними вершниками, які регулярно патрулювали 160 км ділянки паркану. Через насильство на кордоні на півночі штату 480-кілометрову ділянку паркану № 1 патрулювали вершники, які їхали парами.